# ストリボーグ

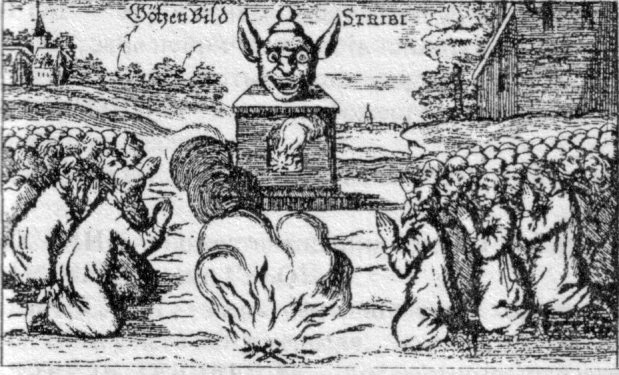
ストリボーグを崇拝する人々

ストリボーグ（ウクライナ語 / 露: Стрибог、英: Stribog）は、スラヴ神話の風神。

## 由来
ストリボーグは、インド・ヨーロッパ系の神がその由来であったと考えられており、名前の由来も印欧祖語で「父なる神」を意味する語に求められると考えられている。名前については他にも諸説があり、古代イラン語で最高神を意味する語に由来している、あるいはスラヴ祖語で「破壊」を意味する語である、または中世ロシア語で「おじ」を意味する語と「神」を意味する「bog」の結合である、といった意見もある。「ストリ (Stri)」がスラヴ語では「風」を意味することから、風の神とみなすこともある。
日本語でのカタカナ表記としては、以下のものがみられる。
- ストリボーグ[1][4][6][7]
- ストリーボグ[5][8][9]
- ストリボグ[2][10]

## 解説
一般的に風と大気・天候を司る神格だと解されているものの、詳細についてはほとんど分かっていない。その名前も『原初年代記』や『イーゴリ軍記』などに登場するのみである。『イーゴリ軍記』の中で、風は「風の神ストリボーグの孫たち」や「ストリボーグの裔」であるとされている。太陽神のダジボーグと対になる神であるとの見方もある。
また、『イーゴリ軍記』によると、スラヴ人に信仰されているはずのストリボーグや諸々の風の神たちが、スラヴ人と敵対する側に立ち、イーゴリらに向かって「海の方から矢を放って」きたとされている。この場面は、スラヴ人が自分達を「ダジボーグの裔」と習慣的に呼んでいることから、同様に敵側を「ストリボーグの裔」と呼んだ可能性があるとも考えられている。あるいは、ストリボーグが元来スラヴに伝わる神ではなかったか、荒ぶる神であったのではないかともいわれている。
その聖域は、980年にウラジーミル1世が神像を置かせた「キエフの丘」以外はあまり知られてはいない。
『原初年代記』によれば、キエフの丘には、このストリボーグの他、ペルーン、ホルス、ダジボーグ、シマリグル、そしてモコシの、計6体の木像が建てられ、多くの人々が神と崇めて拝んでいたという。

## 聖グレゴリウス講話における記述
スラヴ神話を今に伝える資料の一つに、4世紀にギリシア語で書かれた『その注釈に見いだされる聖グレゴリオスの説教 最初の異教徒たちが偶像を崇拝し、これに供物を捧げおりたるのみならず、今もこれを行ないたること』（以下『聖グレゴリオス講話』という）を、11世紀頃にスラヴ語に翻訳した『聖グリゴーリイ講話』がある。原典は、4世紀の東ローマ帝国の聖職者、聖グレゴリウスが公現祭を祝う場で語った内容を書き記したもので、周辺地域における異教的風習が論難されている。この講話が数百年後にロシアに伝わって訳された際に、翻訳者達は自分の出身地における古来からの信仰についての解説を書き込んだ。つまり、本文に挿入した異教的風習をも論難する形式をとりつつ、いくつもの写本が制作されていった。こうして残された数バージョンの『聖グリゴーリイ講話』は、いずれも原典の『聖グレゴリウス講話』とかなり異なる内容となった。しかし、まだ教会に関わる人々だけが文字で記録していた時代に異教を論難する目的で書き残した文章が、当時の農民など一般の人々の日常の暮らしや、そこに根付いた信仰の内容をのちに伝えることとなった。すなわち、スラヴ語の『聖グレゴリウス講話』には、ストリボーグ（ストリーボグ）の名前と、キリスト教化 (en) 後も他の神々も含めて古来の信仰を続けていた人々がいた旨が記録されている。
| 人々は神キリストを信じはじめたが―ストリーボグやダージボグ、ペレプルトを信じる者がいる。ペレプルトのためにくるくる回りながら角の杯で酒を飲むのである― |